# Big Show e Kane
Big Show e Kane sono due lottatori della World Wrestling Entertainment che hanno formato una coppia in quattro periodi diversi.

## Carriera

### 2001–2002
Big Show e Kane fecero coppia per la prima volta durante la puntata di SmackDown! del 29 novembre 2001, sconfiggendo gli Hardy Boyz. Il 9 dicembre, a Vengeance, persero contro i Dudley Boyz in un Tag Team match valido per il World Tag Team Championship.

### 2005–2006
Durante la puntata di Raw del 31 ottobre 2005, Big Show e Kane si riunirono dopo oltre tre anni e sconfissero facilmente Antonio Thomas e Romeo Roselli, ottenendo così un'opportunità per il World Tag Team Championship detenuto da Lance Cade e Trevor Murdoch; il giorno dopo, a Taboo Tuesday, sconfissero Cade e Murdoch e vinsero i titoli di coppia.
Nelle settimane antecedenti a Survivor Series, Big Show e Kane attaccarono vari membri del roster di SmackDown! in vista del 5-on-5 Tag Team match tra il Team Raw (Big Show, Kane, Carlito, Chris Masters e Shawn Michaels) e il Team SmackDown! (Batista, Bobby Lashley, JBL, Randy Orton e Rey Mysterio); il 27 novembre, a Survivor Series, fu però il Team SmackDown! ad avere la meglio grazie a Randy Orton. Il 18 dicembre, ad Armageddon, terminarono la faida con Batista e Rey Mysterio vincendo un Tag Team match non titolato tra i campioni di coppia dei due roster.
All'inizio del 2006, Big Show e Kane riuscirono a mantenere le cinture sconfiggendo coppie come Gene Snitsky e Tyson Tomko e Val Venis e Viscera; successivamente iniziarono una breve faida con Carlito e Chris Masters, culminata in una difesa titolata a WrestleMania 22.
Durante la puntata di Raw del 3 aprile 2006, Big Show e Kane persero il World Tag Team Championship contro Kenny Dykstra e Mikey Brenley della Spirit Squad; la settimana successiva, nella rivincita, vennero squalificati dopo che Kane attaccò l'arbitro con una sedia (kayfabe).

### 2011–2012
Durante la puntata di SmackDown! del 22 aprile 2011, Big Show e Kane si riunirono dopo cinque anni e sconfissero Heath Slater e Justin Gabriel; grazie a questa vittoria, conquistarono il WWE Tag Team Championship.
Durante la puntata di SmackDown! del 23 maggio 2011, Big Show e Kane persero i titoli contro David Otunga e Michael McGillicutty.

## Nel wrestling

### Mosse finali
- Double Chokeslam (Chokeslam in combinazione)

### Musiche d'ingresso
- Big di Jim Johnston in combinazione con Out of the Fire di Jim Johnston (2001–2002)
- Big di Jim Johnston in combinazione con Slow Chemical dei Finger Eleven (2005–2006)
- Crank It Up di Jim Johnston in combinazione con Man on Fire dei Brand New Sin (2011–2012)
- King of Kings dei Motörhead (2014–2015; usata come membri dell'Authority)

## Titoli e riconoscimenti
- World Wrestling Entertainment
  - World Tag Team Championship (1)
  - WWE Tag Team Championship (1)